# Stardust Promotion
Stardust Promotion (яп. スターダストプロモーション) — крупное японское агентство по поиску талантов (т. е. компания, занимающаяся поиском, воспитанием и продвижением артистов). Выступает в роли менеджера таких актрис, как Юко Такэути (известной по фильму «Ima, Ai ni Yukimasu»), Мики Накатани («Densha Otoko») и Ко Сибасаки («Koi Suru Socrates»).

## Музыкальные исполнители
- Идолы
  - Momoiro Clover Z
Участницы: Канако Момота, Сиори Тамаи, Аяка Сасаки, Рэни Такаги
  - Shiritsu Ebisu Chugaku
Участницы: Рика Маяма, Аяка Ясумото, Айка Хирота, Мирей Хосина, Рина Мацуно, Хитана Касиваги, Кахо Кобаяси, Рико Накаяма
  - Team Syachihoko
Участницы: Хонока Акимото, Тиюри Ито, Харуна Сакамото, Нао Сакура, Юдзуки Огуро
  - Tacoyaki Rainbow
Участницы: Куруми Хори, Сакура Аяки, Саки Киён, Карэн Нэгиси, Маи Харуна
  - Batten Showjo Tai
Участницы: Ай Кияма, Рико Уэда, Киина Харуно, Сакура Сэта, Ариса Нисигаки, Сора Хосино 
  -  3B Junior (подготовительное подразделение)
- YUI

## Артисты

### Женщины
- Идзуми, Рика
- Кавабэ, Тиэко
- Китагава, Кэйко
- Накадзима, Мэгуми
- Сибасаки, Ко
- Акари Хаями

### Мужчины
- Андо, Масанобу
- Кониси, Хироки

## Музыкальные исполнители, которыми Stardust Promotion занимается в партнёрстве с другими компаниями
- ORANGE ORANGE
- mihimaru GT
- GReeeeN

## Артисты, аффилированные в прошлом
- Савадзири, Эрика
- Юкина Касива (бывшая участница группы Momoiro Clover Z, а через несколько лет после ухода из агентства — группы Nogizaka46)
- Кодзима, Харуна (теперь участница AKB48, представляемая агентством «Ogi Productions»)